# Каутцен
Каутцен (нім. Kautzen) — ярмаркова комуна  (нім. Marktgemeinde)  в Австрії, у федеральній землі  Нижня Австрія.
Входить до складу округу Вайдгофен-ан-дер-Тайя. Населення становить 1154 особи (станом на 31 грудня 2013 року). Займає площу 35 км². Каутцен вперше був згаданий в 1212. У 17-му столітті було почато скло-паперове виробництво. У другій половині 18-го століття важливим стало виробництво текстилю.
Замок на вершині пагорба був вперше згаданий у 1347. Після пожежі у 1621 році він був структурно відремонтований і відновлений в першій третині 18-го століття. Північна і західне крило отримали подальший розвиток у 19 столітті. Згаданий у 1337 Замок Elmau спочатку служив прикордонною фортецею. Обидва замки знаходяться в приватній власності.
Церква Каутцена — барокова будівля з готичним корінням, значно збільшилася з 1868 по 1870 рік.

## Розташування
|        | Чехія        |            |
| Еггерн | Розташування | Доберсберг |
|        | Гаштерн      |            |

## Населення
За результатами перепису 2001 року налічувалося 1275 жителів. У 1991 році - 1389 жителів в 1981 - 1533, в 1971 - 1803 жителя. Рівень зайнятості в 2001 році склав 42,58 відсотка.